# Paweł Gużyński
Paweł Gużyński OP (ur. 21 czerwca 1968) – polski duchowny rzymskokatolicki, dominikanin, kaznodzieja, rekolekcjonista i liturgista.

## Życiorys
Pochodzi z Torunia. Z wykształcenia technik budowy dróg i mostów. W młodości przez 12 lat grał w piłkę nożną w klubie Elana Toruń. W 1988 r. włączył się w działalność toruńskiego oddziału Ruchu „Wolność i Pokój”. Zajmował się kolportażem ulotek i wydawnictw podziemnych. 30 listopada 1988 r. został zatrzymany przez SB za przenoszenie nielegalnych wydawnictw. Sprawę skierowano do kolegium ds. wykroczeń w Toruniu. 2 grudnia 1988 r. został zwolniony i ukarany grzywną. Odmówił zastępczej służby wojskowej na warunkach zaproponowanych przez władzę.
Po 1989 r. wstąpił do klasztoru dominikanów. Był duszpasterzem akademickim w Poznaniu i Rzeszowie, i przeorem klasztoru dominikanów w Łodzi (2012–2015). Prowadził program Rozmównica w telewizji Religia.tv. Współpracował z kanałem internetowym BoskaTV (był członkiem jego rady programowej), gdzie m.in. prowadził wideoblog Mimochodem. Tworzył też bloga w serwisie Natemat.pl.
Niektóre z jego wypowiedzi medialnych wzbudzały kontrowersje, zwłaszcza te, w których ostro krytykował niektórych biskupów, Episkopat Polski czy innych kapłanów i zbyt bliskie związki Kościoła z polityką. Kilkukrotnie był za nie dyscyplinowany przez władze zakonne, prowincjał dominikanów, o. Paweł Kozacki, powołał w 2019 r. komisję do zbadania jego wypowiedzi. Wyników jej prac nie ujawniono, a o. Gużyńskiego w lutym 2020 r. skierowano na pięcioletnią kadencję mistrza nowicjatu i wychowawcy studentów dominikańskich w Rotterdamie w Holandii.  Po nieco  ponad czterech latach powrócił jednak do Polski, dołączając w lipcu 2024 r. do wspólnoty dominikanów we Wrocławiu.
W 2016 r. został odznaczony Krzyżem Wolności i Solidarności.